# Baojun 360

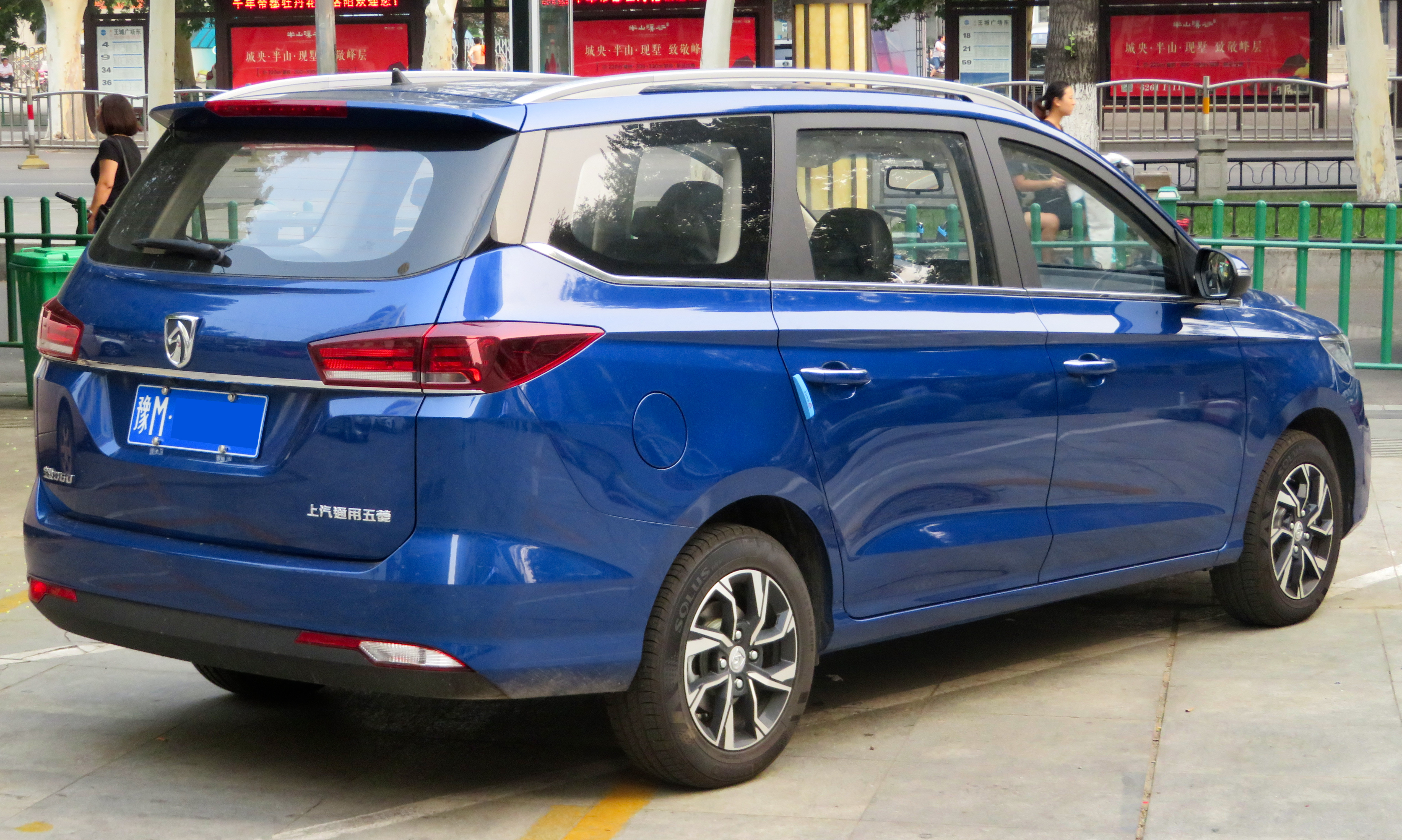
Heckansicht

Der Baojun 360 ist ein zwischen 2018 und 2021 gebauter Van der zu SAIC GM Wuling gehörenden Marke Baojun. Er ist unter dem 2014 vorgestellten Baojun 730 positioniert.

## Geschichte
Das Fahrzeug wurde im April 2018 auf der Beijing Auto Show der Öffentlichkeit präsentiert. Im Mai 2018 kam der 4,62 Meter lange Sechssitzer ausschließlich in China auf den Markt.

## Technische Daten
Angetrieben wird der Van von einem 82 kW (111 PS) starken 1,5-Liter-Ottomotor, der auch in vielen anderen Modellen der Marke zum Einsatz kommt. Über ein Sechsgang-Schaltgetriebe bzw. auf Wunsch über ein Sechsstufen-Automatikgetriebe wird die Leistung an die Vorderräder übertragen. Mit der Umstellung des Antriebs auf die Abgasnorm China VI leistet der Motor seit Juli 2019 etwas weniger. 
|                                            | 1.5                           | 1.5                      | 1.5                        |
| ------------------------------------------ | ----------------------------- | ------------------------ | -------------------------- |
| Bauzeitraum                                | 05/2020–09/2021               | 07/2019–09/2021          | 05/2018–05/2020            |
| Motorkenndaten                             |                               |                          |                            |
| Motorart                                   | Ottomotor                     | Ottomotor                | Ottomotor                  |
| Motorbauart                                | Reihen-Vierzylindermotor      | Reihen-Vierzylindermotor | Reihen-Vierzylindermotor   |
| Anzahl Ventile pro Zylinder                | 4                             | 4                        | 4                          |
| Ventilsteuerung                            | DOHC                          | DOHC                     | DOHC                       |
| Gemischaufbereitung                        | Saugrohreinspritzung          | Saugrohreinspritzung     | Saugrohreinspritzung       |
| Motoraufladung                             | —                             | —                        | —                          |
| Hubraum                                    | 1485 cm³                      | 1485 cm³                 | 1485 cm³                   |
| max. Leistung bei min−1                    | 73 kW (99 PS) / 5800          | 77 kW (105 PS) / 5600    | 82 kW (111 PS) / 5800      |
| max. Drehmoment bei min−1                  | 143 Nm / 3400–4400            | 135 Nm / 3600–5200       | 147 Nm / 3600–4000         |
| Kraftübertragung                           |                               |                          |                            |
| Antrieb, serienmäßig                       | Vorderradantrieb              | Vorderradantrieb         | Vorderradantrieb           |
| Getriebe, serienmäßig                      | 6-Gang-Schaltgetriebe         | 6-Gang-Schaltgetriebe    | 6-Gang-Schaltgetriebe      |
| Getriebe, optional                         | (Stufenloses Getriebe)        | —                        | (5-Gang-Automatikgetriebe) |
| Messwerte                                  |                               |                          |                            |
| Höchstgeschwindigkeit                      | 160 km/h                      | 160 km/h                 | 165 km/h                   |
| Beschleunigung, 0–100 km/h                 | k. A.                         | k. A.                    | 14,7 s                     |
| Kraftstoffverbrauch auf 100 km, kombiniert | 6,3–6,9 l Super (6,9 l Super) | 6,6 l Super              | 6,9 l Super (7,3 l Super)  |
| Tankinhalt                                 | 40 l                          | 40 l                     | 40 l                       |

Werte in runden Klammern gelten für Modelle mit optionalem Getriebe.